# Uromyces sellierae
Uromyces sellierae är en svampart som beskrevs av G. Cunn. 1930. Uromyces sellierae ingår i släktet Uromyces och familjen Pucciniaceae.   Inga underarter finns listade i Catalogue of Life.